# Drake Maverick
James Michael Curtin (* 30. Januar 1983 in Birmingham, England) ist ein englischer Wrestler, der sich Drake Maverick nennt. Er stand zuletzt bei der WWE unter Vertrag und trat regelmäßig in deren Show NXT auf. Sein bislang größter Erfolg ist der achtfache Erhalt der WWE 24/7 Championship.

## Wrestling-Karriere

### Free Agent (2001–2014)
Er wurde von Jack Storm und Chris Gilbert, bei der K-Star Wrestling-Promotion in Perry Barr in Birmingham trainiert, bevor er schließlich unter der Leitung von Charming Don Charles, an der SAS Wrestling Academy unter Vertrag genommen wurde. Unter dem Ringnamen Spud trat er in zahlreichen unabhängigen Kämpfen im Vereinigten Königreich, in den Vereinigten Staaten und in Europa auf. Während er auf dem Independent Circuit war, kamen Spuds erste große Auftritte 2003, mit der Revolution British Wrestling Promotion. Am 30. August 2003 besiegte Spud Jack Hazard und wurde RBWs erster britischer Weltmeister im Weltergewicht. Dieser Titel hielt er mehrere Monate lang, bevor er ihn im Dezember 2003, in einem Iron-Man-Match gegen The Gift Ross Jordan verlor.
Spud begann seine Arbeit, für die Frontier Wrestling Alliance im Jahr 2004 und wurde in die Rosterliste aufgenommen, um für kurze Zeit als Jobber eingesetzt zu werden und gegen viele größere Gegner anzutreten.
Nach einem Talenthandelsabkommen mit der FWA, trat Spud im April 2006 zum ersten Mal in den USA auf und kämpfte, während einer zweitägigen Weekend of Champions-Show um den Ehrentitel. Spud trat während der ersten Showtour, von ROH in Großbritannien im August 2006 auf. Er trat unter dem Banner der FWA, während der britischen U23-Meisterschaft an und war damit der Einstieg der FWA in das Turnier, um den ersten Champion unter 23 Jahren zu krönen. Allerdings verlor Spud in der ersten Runde.
Spud trat nach der Gründung im Jahr 2004, regelmäßig für die Promotion International Pro Wrestling: United Kingdom an. Bis 2005 hatte Spud eine hochkarätige Fehde mit Jack Storm, die im Januar 2006 in einem Street Fight gipfelte. Während seiner Zeit in IPW: UK, wurde Spud ein Teil des Tag Teams Dragon Hearts mit seinem Partner Dragon Phoenix. Am 24. September 2006 besiegte Dragon Hearts The Untouchables, in einem Match mit Tischen, Leitern und Stühlen und wurde IPW: UK Tag Team Champions.
Spud vertrat IPW: UK in der gemeinsamen Show, zwischen FWA und IPW: UK Final Frontiers und verlor gegen Hade Vansen. Nach einer Niederlage gegen IPW: UK Tag Team-Meister Swiss Money Holdings bei IPW: UKs Debüt, in Liverpool verließ Luke Dragon Phoenix die Promotion und löste The Dragon Hearts auf. Zurück als Einzelwrestler trat Spud gegen den Big Brother-Kandidaten Billi Bhatti an, der dank der Hated Heroes eine Niederlage hinnehmen musste.
Spud kehrte nach 6 Monaten unter seinem "Rockstar" -Charakter, zur Promotion zurück und besiegte Lion Kid, um der IPW: UK Cruiserweight Champion zu werden. Spud ist seit der Gründung im Jahr 2005, für die in London und Midlands ansässige Promotion SAS Wrestling aufgetreten. Er hat Krieg mit dem langjährigen Erzfeind Jack Storm geführt, nachdem er ihn in der Show "Bring Your Jeans" vom November 2005 attackiert hatte.
Spud wurde erneut SAS UK-Champion, indem er Jack Storm im April 2008 in einem Steel Cage Match besiegte. Er verlor den Titel im Juni 2010 in einem Steel Cage Match gegen Bubblegum.
Nach dem Ende der Fehde zwischen FWA und IPW: UK, wurde die XWA-Promotion aus den Überresten der FWA gegründet. Er kämpfte auch für die Fraktion und gewann einen Titel.
Pro Wrestling Guerrilla machte ihre erste Tour durch Großbritannien im Februar 2006, wo Spud zusammen mit Topgun Talwar und Aviv Maayan in einem Six Man Tag Team Match gegen Excalibur, Disco Machine und Ronin antrat. Spud und Partner Luke Dragon Phoenix tauchten in 1PW wieder auf und gewannen die Tag Team Titel bei ihrem Debüt als Team. Spud verließ die Beförderung jedoch im Winter 2007, nachdem er zusammen mit Partner Luke Dragon Phoenix, die Titel an The Damned Nation verloren hatte. Spud kehrte später zum 3. Jahrestag zu 1PW zurück. Am 15. November 2009 besiegte er Darkside und gewann die 1PW Openweight Championship. Am 20. September 2014 gab Spud sein Debüt für Chikara und verlor gegen Juan Francisco de Coronado.

### Total Nonstop Action Wrestling (2012–2017)
Am 5. September 2012 gab Total Nonstop Action Wrestling bekannt, dass die Dreharbeiten zum British Boot Camp, das am 1. Januar 2013 ausgestrahlt wurde, einschließlich Spud, abgeschlossen waren. Spud gewann den Wettbewerb und verdiente sich einen Platz im TNA Roster. Spud gab sein Debüt am 7. Februar in der Folge von Impact Wrestling, in einem Interviewabschnitt, der von Robbie E und Robbie T unterbrochen wurde. Spud gab sein In-Ring-Debüt am 21. Februar in der Folge von Impact Wrestling und besiegte Robbie E.
Spud kehrte am 18. Juli in der Folge von Impact Wrestling zurück, als er an der Destination X-Folge von Impact Wrestling teilnahm und an einem Turnier teilnahm, um den neuen X Division Champion zu ermitteln.
Dann wurde Spud zu Ohio Valley Wrestling geschickt und gab sein Debüt am 13. März 2013, in der Folge von OVW. Er besiegte Cliff Compton für die OVW Television Championship und war damit der erste Mann, der den Titel bei seinem Debüt gewann. Er hielt den Titel 59 Tage und verlor diesen dann an Randy Royal.
Über die Zeit bei TNA gewann er zwei Mal den Impact X Division Championship sowie mehrere Turniere. Am 30. Oktober 2017 wurde berichtet, dass Spud zwei bis drei Wochen zuvor von Impact Wrestling entlassen wurde. Curtin soll die Kündigung selbst beantragt haben, nachdem Impact ihm mitgeteilt hatte, dass eine Beförderung sein Gehalt reduzieren würde.

### World Wrestling Entertainment (2017–2021)
Curtin unterschrieb im Oktober 2017 bei WWE, musste jedoch sein Debüt verschieben, bis sein US-Arbeitsvisum erneuert wurde. Am 30. Januar 2018 debütierte Curtin unter dem Namen Drake Maverick und wurde zum neuen General Manager von 205 Live ernannt. Bei seinem ersten Auftritt plante er ein 16 Mann WWE Cruiserweight Championship Turnier, das bei WrestleMania 34 gipfeln sollte. In der Folge von Raw vom 3. September 2018 turnte er zum Heel, als er das Tag Team AOP Akam und Rezar als neuen Manager begleitete.
Seit der Einführung der WWE 24/7 Championship, hat Maverick den aktuellen Inhaber der Meisterschaft auf Raw, SmackDown und 205 Live verfolgt und ist als Wrestler aktiver geworden. Während seiner Titelverfolgung erstellte Maverick Flyer von jedem, der der aktuelle Champion war, und verteilte sie an verschiedenen Orten an Fans, Backstage-Mitarbeiter und Superstars. Über die Zeit, gewann er sechs Mal den Titel und hatte ein Regentschaft von insgesamt 23 Tagen.
Am 15. April 2020 wurde er aufgrund der Corona-Pandemie von der WWE entlassen. Am 20. Mai 2020 bekam er jedoch nach einem Turnier einen Vertrag bei NXT angeboten, welchen er auch unterschrieb. Hiernach gründete er ein Tag Team mit Killian Dain. Am 8. April 2021 gewannen sie bei NXT TakeOver: Stand and Deliver ein Match gegen Breezango Fandango und Tyler Breeze. Hiermit sicherten sie sich eine Chance auf die NXT Tag Team Championship. Am 8. November 2021 gewann er bei Raw den WWE 24/7 Championship zweimal, jedoch verlor er den Titel immer einige Sekunden später. Am 18. November 2021 wurde er von der WWE entlassen.

## Titel und Auszeichnungen
- World Wrestling Entertainment
  - WWE 24/7 Championship (8×)

- Anti-Watershed Wrestling
  - AWW Heavyweight Championship (1×)

- British Real Attitude Wrestling League
  - BRAWL Cruiserweight Championship (1×)

- Future Championship Wrestling
  - FCW Tag Team Championship (1×) mit Carlos

- Infinity Pro Wrestling
  - Infinity Trophy (1×)

- International Pro Wrestling: United Kingdom
  - IPW:UK Cruiserweight Championship (1×)
  - IPW:UK Tag Team Championship (1×) mit Dragon Phoenix
  - Extreme Measures Tournament (2005)

- K-Star Wrestling
  - KSW Commonwealth Championship (1×)

- Ohio Valley Wrestling
  - OVW Television Championship (1×)

- One Pro Wrestling
  - 1PW Tag Team Championship (1×) mit Dragon Phoenix
  - 1PW Openweight Championship (1×)

- Revolution British Wrestling
  - RBW British Welterweight Championship (1×)

- Revolution Pro Wrestling
  - RPW British Cruiserweight Championship (1×)
  - Undisputed British Tag Team Championship (1×) mit Dragon Phoenix

- River City Wrestling
  - RCW Heavyweight Championship (1×)

- SAS Wrestling
  - SAS United Kingdom Championship (2×)
  - SAS United Kingdom Title Tournament

- Southside Wrestling Entertainment
  - SWE Heavyweight Championship (1×)

- Tri-County Association Pro Wrestling
  - TAP Junior Heavyweight Championship (1×)

- Total Nonstop Action Wrestling
  - TNA X Division Championship (2×)
  - British Boot Camp Winner (2013)
  - Feast or Fired (2015)
  - TNA World Cup (2015)
  - Global Impact Tournament (2015)

- Wrestling Association of Rugby
  - WAR Heavyweight Championship (1×)

- XWA Wrestling
  - XWA Flyweight Championship (1×)
  - British Heavyweight Championship (1×)

- Xtreme Intense Championship Wrestling
  - XICW Midwest Heavyweight Championship (1×)

- Andere Titel
  - Go4 Championship (1×)
  - HCW RumbleMania Winner (1×)

- Pro Wrestling Illustrated
  - Nummer 100 der Top 500 Wrestler in der PWI 500 in 2016